# Festival de Gramado 2024
A 52.ª edição anual do Festival de Gramado aconteceu do dia 9 ao dia 17 de agosto de 2024. O juri de longas brasileiros premiou com o Troféu Kikito de Melhor Filme, Oeste Outra Vez de Erico Rassi. O longa ainda conquistou os prémios de Melhor Ator Coadjuvante e Melhor Fotografia.
Nessa edição, Motel Destino de Karim Aïnouz, filme que estreiou no Festival de Cannes 2024, além de abrir o festival, teve sua estreia nacional. Em 17 de agosto, Virgínia e Adelaide de Yasmim Thayná e Jorge Furtado encerrou o festival.

## Juri
Esta lista contém os jurados do festival:

### Longa-Metragens Brasileiros
- Ansgar Ahlers, diretor e produtor;
- Emanuelle Araújo, atriz e cantora;
- Liliana Sulzbach, roteirista e diretora;
- Samuel de Assis, ator;
- Vania Catani, produtora.

### Longas-Metragens Documentais
- Renato Dornelles, jornalista, escritor, produtor, diretor e roteirista;
- Maria Henriqueta Creidy Satt, jornalista, pesquisadora e documentarista.

### Curtas-Metragens Brasileiros
- Clementino Junior, cineasta;
- Luiz Alberto Cassol, cineasta;
- Marília Garske, produtora executiva e criativa.

### Longas-Metragens Gaúchos
- Lorenna Montenegro, jornalista;
- Renata Sofia , autora e roteirista;
- Rodrigo de Oliveira, jornalista.

### Curtas-Metragens Gaúchos
- Cibele Amaral, cineasta;
- Mirtes Santana, roteirista e produtora criativa;
- Kariny Martins, roteirista;
- Marton Olympio, diretor e roteirista;
- Marcelo Ikeda, professor universitário.

### Júri da Crítica (Accirs/Abraccine)
- Carla Oliveira;
- Diego Benevides;
- Mariane Morisawa;
- Ticiano Osório;
- Vitor Búrigo.

## Seleção Oficial

### Longa-Metragens Brasileiros
Estes longas foram selecionados para dispultar o Troféu Kikito de Melhor Filme:
| Titulo                           | Diretor(es)   | Unidade da federação |
| -------------------------------- | ------------- | -------------------- |
| Pasárgada                        | Dira Paes     | Rio de Janeiro       |
| Oeste Outra Vez                  | Erico Rassi   | Goiás                |
| O Clube das Mulheres de Negócios | Anna Muylaert | São Paulo            |
| Filhos do Mangue                 | Eliane Caffé  | Rio Grande do Norte  |
| Estômago 2: O Poderoso Chef      | Marcos Jorge  | Paraná               |
| Cidade; Campo                    | Juliana Rojas | São Paulo            |
| Barba Ensopada de Sangue         | Aly Muritiba  | São Paulo            |

### Longas-Metragens Documentais
Estes longas foram selecionados para dispultar o Troféu Kikito de Melhor Filme Documental:
| Titulo                                   | Diretor(es)              | Unidade da federação |
| ---------------------------------------- | ------------------------ | -------------------- |
| Poemaria                                 | Davi Kinski              | São Paulo            |
| Toquinho Maravilhoso                     | Alejandro Berger Parrado | São Paulo            |
| Mestras                                  | Aíla e Roberta Carvalho  | Pará                 |
| Velho Chico, A Alma do Povo Xokó         | Caco Souza               | Sergipe              |
| Clarice Nisker: Teatros dos Pés à Cabeça | Renata Paschoal          | Rio de Janeiro       |

### Longas-Metragens Gaúchos
Estes longas foram selecionados para dispultar o Troféu Kikito de Melhor Filme Gaúcho:
| Titulo                     | Diretor(es)                            | Cidade(es)                                                  |
| -------------------------- | -------------------------------------- | ----------------------------------------------------------- |
| Memórias de um Esclerosado | Thais Fernandes e Rafael Corrêa        | Porto Alegre                                                |
| Infinimundo                | Bruno Martins e Diego Müller           | Lajeado, Santa Cruz do Sul e Sinimbu                        |
| Até Que a Música Pare      | Cristiane Oliveira                     | Antônio Prado, Nova Roma do Sul, Nova Bassano e Veranópolis |
| A Transformação de Canuto  | Ariel Kuaray Ortega e Ernesto Carvalho | São Miguel das Missões                                      |
| Um Corpo Só                | Cacá Nazario                           | Porto Alegre                                                |

### Curtas-Metragens Brasileiros
| Título                 | Diretor(es)                                      | Unidade federativa  |
| ---------------------- | ------------------------------------------------ | ------------------- |
| A Casa Amarela         | Adriel Nizer                                     | Paraná              |
| A Menina E O Pote      | Valentina Homem                                  | Pernambuco          |
| Ana Cecília            | Julia Regis                                      | Rio Grande Do Sul   |
| Castanho               | Adanilo                                          | Amazonas            |
| Fenda                  | Lis Paim                                         | Ceará               |
| Maputo                 | Lucas Abrahão                                    | São Paulo           |
| Movimentos Migratórios | Rogério Cathalá                                  | Bahia               |
| Navio                  | Alice Carvalho, Larinha R. Dantas e Vitória Real | Rio Grande Do Norte |
| Pastrana               | Melissa Brogni e Gabriel Motta                   | Rio Grande Do Sul   |
| Ponto e Vírgula        | Thiago Kistenmacker                              | Rio De Janeiro      |
| Ressaca                | Pedro Estrada                                    | Minas Gerais        |
| Via Sacra              | João Campos                                      | Distrito Federal    |

### Curtas-Metragens Gaúchos
| Título                   | Diretor(es)                                |
| ------------------------ | ------------------------------------------ |
| A um Gole da Eternidade  | Camila de Moraes e Paulo Ricardo de Moraes |
| Natal                    | Alan Orlando                               |
| Pastrana                 | Melissa Brogni e Gabriel Motta             |
| Cassino                  | Gianluca Cozza                             |
| Zagêro                   | Victor Di Marco e Márcio Picoli            |
| Janeiro                  | Boca Migotto                               |
| Correnteza               | Diego Müller e Pablo Müller                |
| Não Tem Mar Nessa Cidade | Manu Zilveti                               |
| Chibo                    | Gabriela Poester e Henrique Lahude         |
| Flor                     | Joana Bernardes                            |
| Viagem Para Salvador     | João Pedro Fiuza                           |
| Posso Contar nos Dedods  | Victória Kaminski                          |
| Entrega                  | Luiz Azambuja e Pedro Pesser               |
| Noz Pecã                 | Aline Gutierres                            |
| Está Tudo Bem            | Rodrigo Herzog                             |
| Envergo Mas Não Quebro   | Tatiana Sager                              |

## Prêmios
estes são os premiados no 52º Festival de Gramado:

#### Longa-Metragens Brasileiros
- Melhor filme: "Oeste Outra Vez", de Erico Rassi
- Melhor direção: Eliane Caffé, por “Filhos do Mangue”
- Melhor ator: João Miguel e Nicola Siri, por “Estômago 2: O Poderoso Chef”
- Melhor atriz: Fernanda Vianna, por “Cidade; Campo”
- Melhor roteiro: Bernardo Rennó, Lusa Silvestre e Marcos Jorge, por "Estômago 2: O Poderoso Chef"
- Melhor fotografia: André Carvalheira, por “Oeste Outra Vez”
- Melhor montagem: Karen Akerman, por “Barba Ensopada de Sangue”
- Melhor ator coadjuvante: Rodger Rogério, por “Oeste Outra Vez”
- Melhor atriz coadjuvante: Genilda Maria, por “Filhos do Mangue”
- Melhor direção de arte: Fabíola Bonofiglio e Massimo Santomarco, por “Estômago 2: O Poderoso Chef”
- Melhor trilha musical: Giovanni Venosta, por “Estômago 2: O Poderoso Chef”
- Melhor desenho de som: Beto Ferraz, por “Pasárgada”
- Prêmio especial do júri: “O Clube das Mulheres de Negócios”, de Anna Muylaert
- Júri popular: “Estômago 2: O Poderoso Chef”, de Marcos Jorge

#### Curtas-metragens Brasileiros
- Melhor filme: “Pastrana”, de Melissa Brogni e Gabriel Motta
- Melhor direção: Lucas Abrahão, por “Maputo”
- Melhor roteiro: Adriel Nizer, por “A Casa Amarela”
- Melhor ator: Wilson Rabelo, por “Ponto e Vírgula”
- Melhor atriz: Edvana Carvalho, por “Fenda”
- Melhor trilha musical: Liniker, por “Ponto e Vírgula”
- Melhor fotografia: Livia Pasqual, por “Pastrana”
- Melhor montagem: Bruno Carboni, por “Pastrana”
- Melhor direção de arte: Coh Amaral , por “Maputo”
- Melhor desenho de som: Felippe Mussel, por “A Menina e o Pote”

- Prêmio especial do júri: “Ponto e Vírgula”, de Thiago Kistenmacher
- Júri popular: “Ana Cecília”, de Julia Regis

#### Longas-metragens Documentais
- “Clarice Niskier: Teatro dos pés à Cabeça”, de Renata Paschoal

### Prêmios paralelos

#### Prêmio Canal Brasil de Curtas
- “Maputo”, de Lucas Abrahão

###### Menção honrosa
- “Ressaca”, de Pedro Estrada
- “Via Sacra”, de João Campos
- “Navio”, de Alice Carvalho, Larinha R. Dantas e Vitória Real
- “Maputo”, de Lucas Abrahão

### Prêmio Accirs/Abraccine
- Melhor filme de longa-metragem brasileiro: "Cidade; Campo” de Juliana Rojas.
- Melhor filme de curtas-metragens nacionais: “Fenda” de Lis Paim